# Miracles (Pet Shop Boys)
Miracles è un singolo del gruppo musicale britannico Pet Shop Boys, il primo estratto dalla quinta raccolta PopArt: Pet Shop Boys - The Hits; venne pubblicato il 17 novembre 2003.

## La canzone
Composta dal gruppo stesso con DJ Fresh e Adam F, Miracles si compone di parti elettroniche e parti orchestrali, le cui parti furono registrate da un'orchestra dal vivo, condotta dalla musicista Anne Dudley (la quale collaborerà con il duo inglese anche nel loro album del 2006 Fundamental.
I remix della canzone, contenuti nei formati del CD singolo, furono prodotti da Lemon Jelly e Eric Prydz. Sempre nei CD singoli sono contenuti come b-side i brani We're the Pet Shop Boys (brano auto-tributo che il duo ha registrato, successivamente voluto re-interpretare anche da Robbie Williams nel suo album Rudebox) e Transparent.

## Video musicale
Il videoclip del singolo fu diretto da Howard Greenhalgh e venne a costare all'incirca 100.000 sterline.

## Tracce
CD singolo, 12"
1. Miracles
2. We're the Pet Shop Boys

CD maxi-singolo
1. Miracles (Extended Mix)
2. Miracles (Lemon Jelly Remix)
3. Transparent

## Classifiche
| Classifica (2003)   | Posizione massima |
| ------------------- | ----------------- |
| Argentina           | 5                 |
| Danimarca           | 5                 |
| Francia             | 81                |
| Germania            | 20                |
| Italia              | 58                |
| Regno Unito         | 10                |
| Regno Unito (dance) | 1                 |
| Spagna              | 4                 |
| Svezia              | 34                |
| Svizzera            | 97                |